# Anemone virginiana
Anemone virginiana е вертикално растящ тревист растителен вид анемоне от семейство Лютикови (Ranunculaceae).
Популярните имена включват високо анемоне и напръстник (thimble-weed или tumble-weed). Няколко други растителни вида, чиито семена са типично във формата на напръстник, са също известни под името напръстник (thimble-weed). Въпреки това, растението не винаги има характерните семена с форма на напръстник. Плодът наподобява тези от категорията напръстници с това, че се разпръсва от вятъра и се спуска – необичаен механизъм за разпространение на семената.

## Етимология
Anemone virginiana е получило общото име „Thimbleweed“ (буквално: „напръстник семена“) поради плодника си, наподобяващ формата на напръстник.

## Описание
Anemone virginiana е многогодишно растение с размери 30 – 80 см, цъфти от май до юли с бели или зеленикаво-бели цветове. След цъфтежа плодовете се произвеждат в гъсти заоблени шипове с форма на напръстник, дълги 15 – 35 мм и широки 12 мм. Когато плодовете, наречени achenes, узреят, те имат сиво-бял цвят, гъсто вълнести стилове, които им позволяват да се отнесат от вятъра. Листната структура е извита до половината на стъблото и всеки отделен лист изглежда дълбоко нарязан.

## Произход и местообитание
Anemone virginiana е родом от Източна Северна Америка, където се среща в сухи или открити гори. Това растение може да бъде намерено в 38 от 50-те щата в САЩ и се намира навсякъде от Мейн до Минесота, като продължава на запад, и се намира чак на юг до Джорджия и Луизиана.
Това растение е много издръжливо при различни метеорологични условия, вариращи от полусянка до слънце и устойчиво на суша и студ. Предпочита кисели почви, но толерира варуване, което го прави чудесен за градини.